# Militar y muchacha riendo
Militar y muchacha riendo (De soldaat en het lachende meisje en neerlandés), también conocida como El soldado y la muchacha sonriendo, es un óleo de pintado por Johannes Vermeer alrededor de 1658. Se exhibe en la Colección Frick de Nueva York. 

## Descripción
El tema de una chica alegre ante su pretendiente, que intenta seducirla con vino, ya popular en el arte neerlandés, fue utilizado por Vermeer como un estudio del espacio lleno de luz. La silueta oscura del oficial ayuda a la pintura, dándole una ilusión de profundidad, y contrasta con el juego de luz sobre la mujer y el mobiliario de la habitación.
La influencia de los interiores en cuadros del pintor Pieter de Hooch, establecido en Delft en 1653, es indiscutible en los interiores de cuadros de Vermeer como este.
El mapa de Holanda en la pared del fondo junto a las sillas, aparecen en otros cuadros de Vermeer. Este mapa, realizado en 1620 por Balthasar Florisz van Berckenrode y publicado al año siguiente por Willem Jansz Blaeu, muestra la leyenda latina “NOVA ET ACCVRATA TOTIVS HOLLANDIAE WESTFRISIAEQ(VE) TOPOGRAPHIA” que permite ubicar geográficamente la escena representada en Holanda y Frisia occidental. También permite situar cronológicamente la escena en torno a la guerra anglo-holandesa de 1652-1654.
Como signo de la sabiduría humanística, los entonces costosos mapas se muestran muy del gusto del autor.
Este es uno de los cuadros señalados por los críticos en el debate sobre el uso de la cámara oscura por Vermeer. En 1891, el litógrafo estadounidense Joseph Pennell destacó la perspectiva fotográfica que se percibe en esta obra.